# Pagrus
Genre
Pagrus est un genre de poissons marins de la famille des Sparidae.

## Liste d'espèces
Selon FishBase (29 janv. 2016) et NCBI (29 janv. 2016)  :
- Pagrus africanus (Akazaki, 1962) - Pagre des tropiques
- Pagrus auratus (Forster, 1801)
- Pagrus auriga (Valenciennes, 1843) - Pagre rayé
- Pagrus caeruleostictus (Valenciennes in Cuvier et Valenciennes, 1830) - Pagre à points bleus
- Pagrus major (Temminck et Schlegel, 1843) - Dorade japonaise
- Pagrus pagrus (Linnaeus, 1758) - Pagre commun